# Paraverrucosa neglecta
Espèce
Synonymes
- Wagneriana neglecta (Mello-Leitão, 1939)
- Wagneriana tuberculicauda Caporiacco, 1947
- Verrucosa longicauda Mello-Leitão, 1947

Paraverrucosa neglecta est une espèce d'araignées aranéomorphes de la famille des Araneidae.

## Distribution
Cette espèce se rencontre de l'Argentine à la Trinité. Elle a été observée au Paraguay, en Argentine, au Brésil, en Bolivie, au Guyana et à la Trinité.

## Description
Le mâle décrit par Levi en 1991 mesure 11,4 mm et la femelle 15 mm, les mâles mesurent de 9,5 à 11,4 mm et les femelles de 12,3 à 16 mm.

## Publication originale
- Mello-Leitão, 1939 : Araignées américaines du Musée d'histoire naturelle de Bâle. Revue Suisse de Zoologie, vol. 46, p. 43-93 (texte intégral).